# 清の兵制

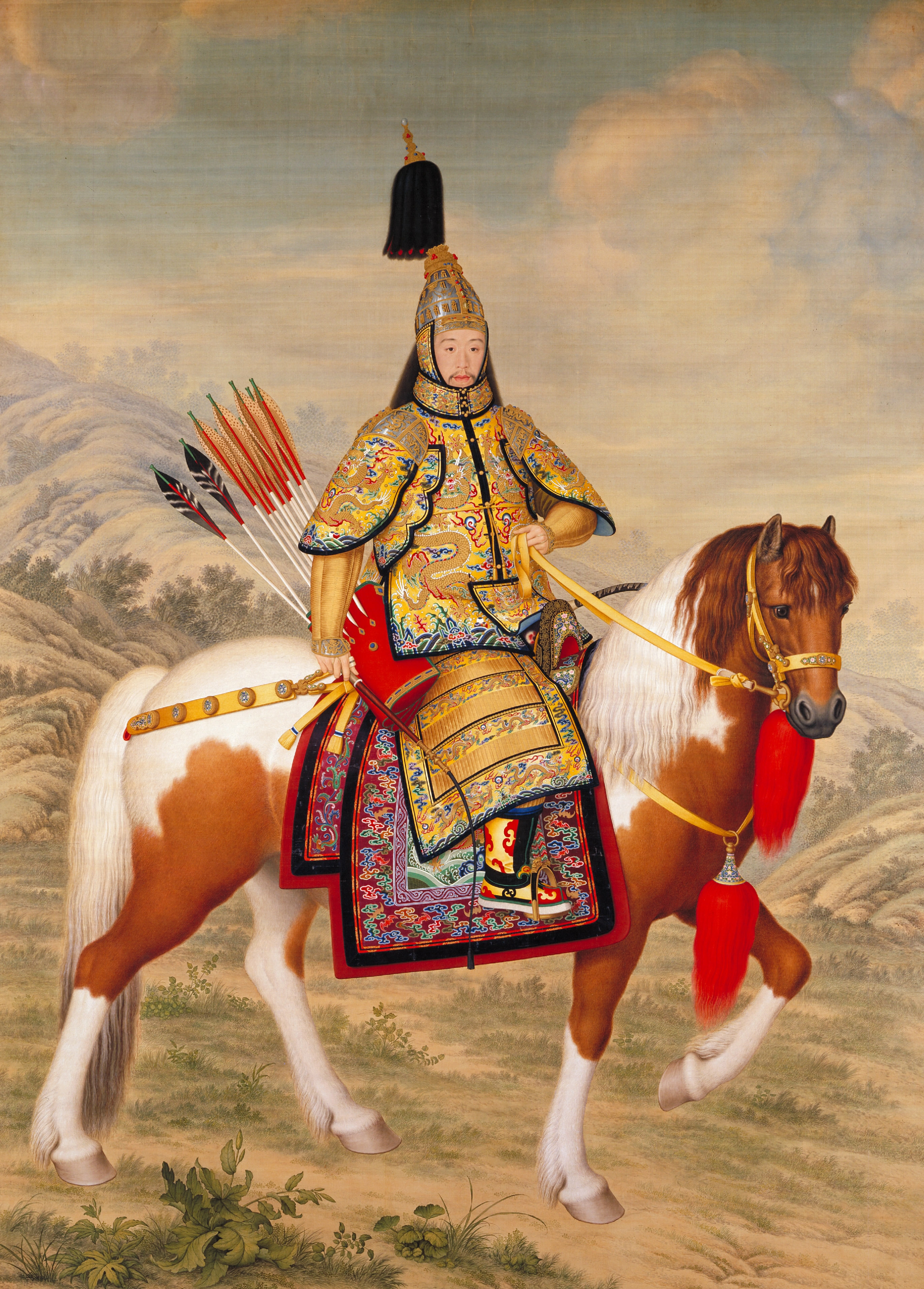
儀礼用の鎧に身を包んで騎乗する乾隆帝 。ジュゼッペ・カスティリオーネ画

清（1616–1912）は征服により成立した王朝で、軍隊によって維持されていた。建国時の皇帝は個人的に軍隊を組織して率いた。その後も帝国の文化的、政治的な正統性は、外敵から国を守り、領土を拡張することに根拠をおいていた。従って、軍事組織、指導者、および財政は、帝国の初期の成功と、その最終的な崩壊の、いずれにとっても根本的な要因であった。
初期の兵制は八旗を中心にしたものであった。八旗は社会的、経済的、および政治的な役割を兼ねた団体であった。「旗」の制度は1601年には非公式な形で発達し、1615年には女真の指導者ヌルハチ（1559–1626、遡及的に清国の建国者とみなされている）によって公的な制度とされた。ヌルハチの息子ホンタイジ（1592–1643）は、さらに「旗」の制度を発展させ、満州人による「旗」（満洲八旗）と同様にモンゴル人による八旗（蒙古八旗）を創設したほか、1644年から始まった明朝の完全征討戦より前に降伏していた漢人から成る八旗（漢軍八旗）も創設した。1644年以降、清に降伏した明軍は緑営に編入された。緑営の兵力は最終的には「旗」の三倍になった。
満州人の皇太子が八旗を率いて明軍を破ったが、1683年以降は平和が続き、八旗も緑営も有効性を失っていき始めた。都市に駐屯して、兵士たちが訓練する機会もほとんどなかった。それでも清は優秀な装備と兵站を活用して、中央アジア方面に深く攻め入り、1759年にはモンゴル系のジュンガル部を破り、新疆の征服を果たした。帝国は乾隆帝（在位1735–1796）の十全武功を誇りとしたが、それとは裏腹に、18世紀末には清軍はかなり有効性の低い軍隊になっていた。装備の貧弱な白蓮教徒の乱（1795–1804）を鎮圧するのに、莫大な戦費を投じて十年を要し、しかもその一部は地方の漢人エリート（郷紳）によって率いられた義勇兵（郷勇）を認めたことより、ようやく鎮圧できたのであった。太平天国の乱（1850–1864）では、大規模な蜂起が華南で始まり、1853年には北京から数キロの所まで侵入された。清の朝廷は漢人の総督曽国藩をして、地方軍（湘軍）を創設させるしかなかった。この新しい種類の軍隊とその漢人指導者たちによって反乱は鎮圧されたが、そのことは軍事組織における満州人の優位が終わる兆しともなったのである。
産業革命の起こった欧州で軍事技術が発展したことにより、清軍の武器・装備は急速に陳腐化していった。1860年の第二次アヘン戦争では、イギリス軍とフランス軍が北京を占領し、円明園を略奪した。衝撃を受けた朝廷は欧州の技術を購入することにより、軍と工業の近代化を進めようとした。この自強運動により造船所（主なものは江南機器製造総局や福州船政局）を設置し、欧州から近代的な大砲や軍艦を購入した。清国海軍は東アジアで最大の規模になった。しかし組織や兵站は不十分で、将校の訓練にも欠陥があり、腐敗が広く蔓延していた。北洋艦隊は1895年の日清戦争でほぼ壊滅した。清は新軍を創設したが、1900年の義和団の乱の際の八カ国連合軍による侵略を防ぐことはできなかった。その後、1911年に起こった新軍の反乱が帝国の滅亡につながった。

## 八旗の制度

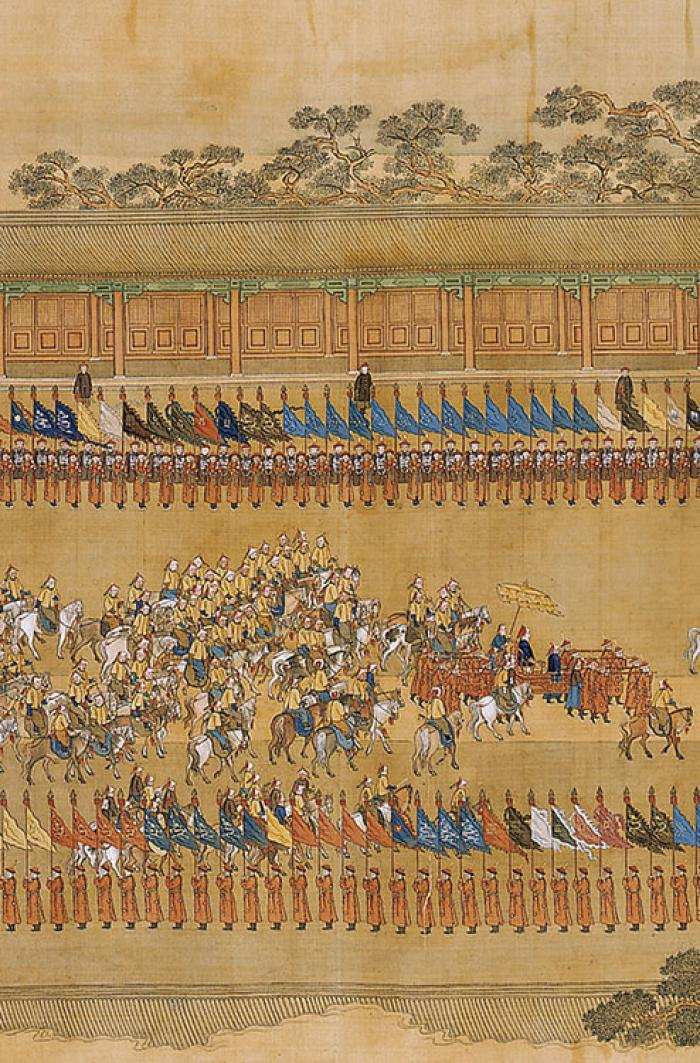
乾隆帝の南方行幸、第12巻:宮殿への帰還（拡大図）,1764—1770,徐揚画

17世紀初期のヌルハチによる満州民族の統一と、明帝国への挑戦の成功の鍵となったものの一つは八旗の創設であった。八旗は満州人のみで構成される団体で、軍事的な効率性を持つとともに、経済的、社会的、政治的な役割も併せ持っていた。遅くとも1601年には、ヌルハチは配下の兵士たちとその家族らを「ニル」と呼ばれる常設の大隊に登録させた。「ニル」というのは、女真族の男たちが伝統的に軍事教練や戦争遂行のために編成した小部隊の名称からとったものである。1607年までには、これらの大隊をさらに大きな「グサ」あるいは「旗」と呼ばれる単位にまとめた。「旗」は軍旗の色（黄、白、紅、藍）で区別された。1615年には各旗に紅の縁取りを加えた「旗」を編成して、女真族の軍隊として全部で八旗とした。「旗」の制度においては、ヌルハチの新国家に敗れた他の女真の部族を単純に大隊として編入することで吸収できた。この統合の制度によって、女真の社会が小さな部族単位の縁組を超えて再編成されることにもつながった。
清の支配は万里の長城の北まで拡大し、「旗」の制度も拡大を続けた。モンゴル系のチャハルを他のモンゴル部族の力を借りて1635年に破って間もなく、ヌルハチの息子で後継者のホンタイジは新しいモンゴル系の家来と同盟者を蒙古八旗に編入し、元からある満洲八旗と並立させる体制とした。ホンタイジは漢人の軍を統合することにはより慎重であった。1629年、彼は最初に「漢軍」（満州語: ᠨᡳᡴᠠᠨ
ᠴᠣᠣᡥᠠ nikan cooha）1個（約3000人）を創設した。1631年には、これらの漢軍に、西欧式の大砲を製造・運用できる兵たちが編入され、これにより「重軍」 (ujen cooha) と改名された。1633年までには、これらは20個中隊4500人になり、黒い軍旗を与えられていた。これらの漢人の部隊は1637年に二旗に、1639年には四旗に、そして最終的に1642年に八旗に編成された。これらは漢軍八旗と呼ばれる。
旗の序列は次の通り：正黄、鑲黄、正白、正紅、鑲白、鑲紅、正藍、鑲藍。この内、正黄、鑲黄、正白までを総称して「上三旗」と呼び、皇帝直率である。その他の旗は「下五旗」と呼ばれ、五旗の各旗の旗王は１人ではなく複数人おり、皇帝の皇子やその子孫が旗王に封ぜられていた。その中では爵位を元に序列が存在し、最も爵位の高い旗王が旗全体を代表しており、ヌルハチの直系子孫で建国に功績のあった皇子の子孫である親王家がそれを担った。ヌルハチの時代とホンタイジの時代の初期は、これらの旗王たちが議政王大臣会議と軍の最高指導部を構成していた。
上三旗
|        |        |        |
| 正黄旗 | 鑲黄旗 | 正白旗 |

下五旗
|        |        |        |        |        |
| 正紅旗 | 鑲白旗 | 鑲紅旗 | 正藍旗 | 鑲藍旗 |

## 緑営

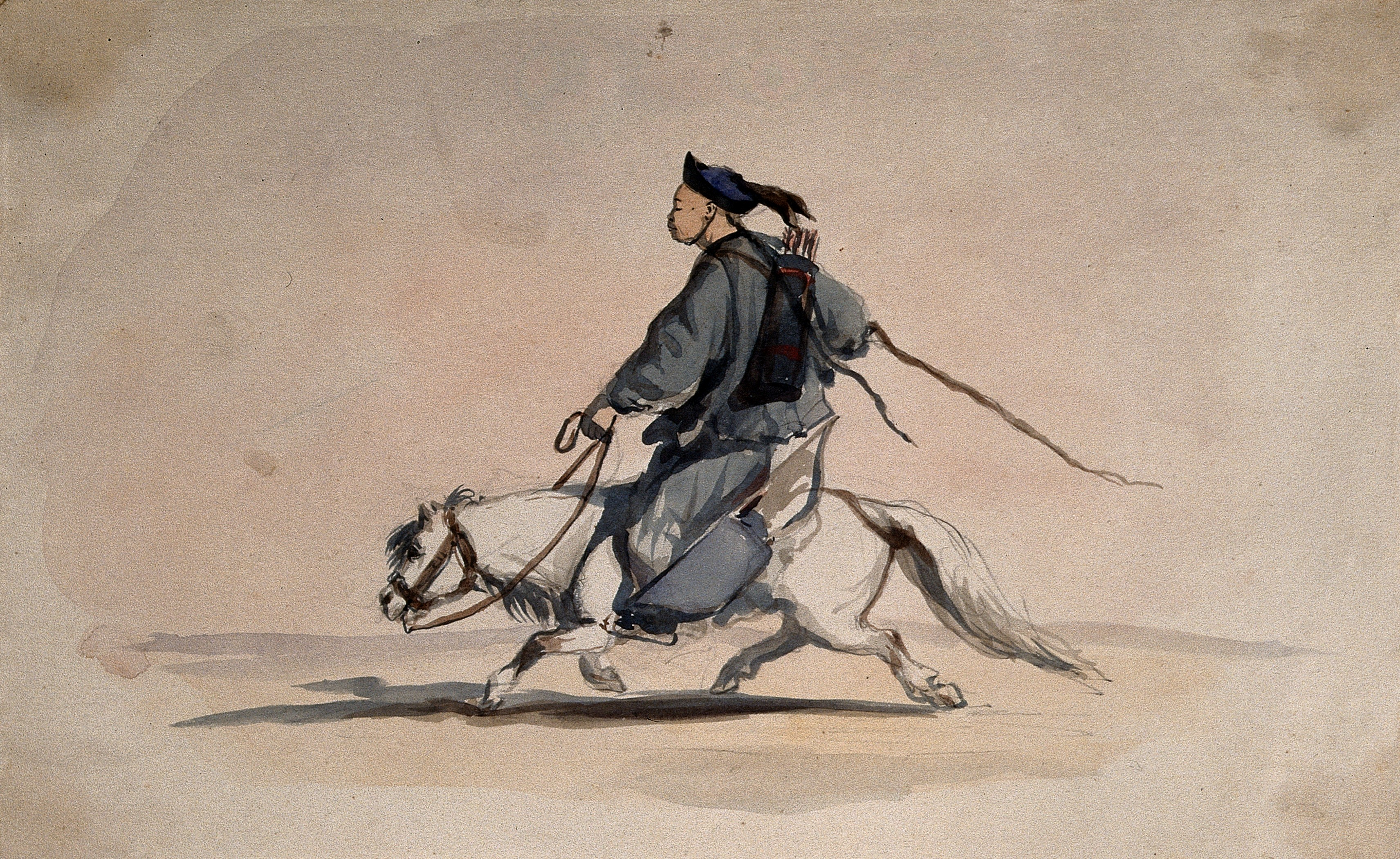
緑営の漢人兵

1644年に北京を占領し、もとは明国であった広大な地域を清が支配するようになった後、相対的に規模の小さい「旗」に、清に降った明軍の一部が更に付加された。これらの部隊の内のいくらかは当初は漢軍の旗に受け入れられたが、1645年以降は緑営と呼ばれる新しい部隊に統合されるようになった。緑営の名称は軍旗の色にちなんで名づけられた。清は征服した地域に漢人の軍を創設した。緑営は1645年に山西、陝西、甘粛、江南に、1650年に福建に、1651年に両広（広東および広西）に、1658年に貴州に、1659年に雲南に設置された。彼らは明の時代の階級制度を維持しており、旗と緑営の混成の将校団が指揮した。これらの緑営の兵力は最終的には旗の兵力の3倍に達した。
清が明を征服する過程では、満州人の「旗」が最も有効な戦力ではあったのだが、多くの戦闘が漢軍や緑営の部隊により行われた。特に満州騎兵が活動しづらい華南での戦線になるほどその傾向が強かった。1673年に勃発した三藩の乱では、「旗」の戦果は悪かった。満州人と漢人の将校団に率いられていたとはいえ、1681年に敵を破り、中国全土の統一の達成を助けたのは緑営であった。1683年に台湾の鄭氏政権
を破った海軍力の主力を構成したのも緑営であった。
旗と緑営は独立した軍隊で、中央の朝廷から給与を支給されていた。更に、地方の省レベルから村レベルまでの行政長官は、それぞれ独自の地方民兵を保持しており、警察活動や災害救援に用いていた。これらの民兵は地方財源から少額の年俸を支給されて、非常勤の奉仕義務を負う例が多かった。

## 平和な時代の守備隊

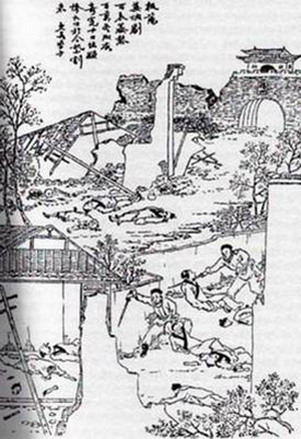
1645年5月の「揚州大虐殺」を示した清朝末期の木版画。19世紀後期には、反清革命主義者達が民衆の反清感情を刺激するためにこの虐殺事件を利用した

八旗の軍は民族系統によって大きく満洲八旗と蒙古八旗に分けられていた。しかし、満洲八旗の民族構成は、満州人の主人の家庭に満州人以外の下僕が登録されるにつれて、とても満州人のみとは言い難くなっていったことは指摘しておかねばならない。明との戦争が進展し、満州人支配下の漢人の人口が増加するのに合わせて、ホンタイジは漢軍八旗を作り、この新しい人材供給源を取り込もうとした。しかしながら朝廷は、これら漢人の旗人を満洲や蒙古と同等とは決してみなさなかった。なぜなら、彼ら漢人は満州人の支配に服したのが相対的に遅かったことに加え、その民族系統も漢人という異民族だったからである。また、漢人の兵種は主に歩兵、砲兵、工兵であったが、このことも、ほぼ全員が弓騎兵である満州人の伝統からみれば異質で馴染みにくかった。更に、明の征服後は、漢人の旗人が担っていた軍事的役割はすぐに緑営に吸収されてしまい、皇帝と占領地の漢人との仲立ちをするという官僚的役割も漢人の科挙官僚の総督、巡撫といった役職への任用の増加や満洲人の漢語習得・漢文化吸収が進んだため重要度が低下し、乾隆帝時代には旗人の人口増加に伴う八旗の生活困窮と国庫の財政負担の増加が大きな問題となり、漢軍旗人を民間籍に移す「漢軍出旗」が行われた。
八旗は社会的・軍事的な機能を併せ持つ団体であったため、その性質上、八旗の諸隊に属する人口は世襲制で硬直していた。皇帝の勅令による特別の裁可がある場合に限り、旗どうしの間での社会的移動が許された。それに対して、緑営は当初から職業軍隊となるよう構想されていた。
明軍の残党を掃討した後、満洲八旗は兵力約20万人ほどであったが、このときに半分に分割された。半分は「禁旅八旗」として北京に駐屯し、首都の防衛とともに、清朝の主力打撃部隊としての役割を担った。残りの半分は「駐防八旗」として国内主要都市に分かれて駐屯した。
満洲人による清の朝廷は、自らが少数民族であることを強く自覚しており、漢人の中に埋没することを恐れた結果、満洲人・モンゴル人と漢人の間の人種差別政策を強力に進めた。この政策は八旗の駐屯軍にも直接的に反映されており、市内で八旗が駐屯する地域は壁で囲まれる場合が多かった。青州のように市域が狭小で市内に駐屯地を確保できなかった場合には、八旗とその家族を収容するために新たに要塞都市を建設した。帝都北京では摂政ドルゴンが漢人全員を市外南郊の「外城」と呼ばれる地域に強制移住させた。北部の城壁で囲まれた市域は「内城」と呼ばれ、そこは市内に残った満洲八旗で分配し、それぞれの旗が紫禁城を取り囲む内城の各区画の警備の責任を負った 。

## 18世紀
八旗の部隊を駐防八旗として各地の都市に駐留させる目的は、防衛よりもむしろ被征服民族である漢族を威圧することにあった。しかし八旗の軍を都市に駐留させ続けたことで騎兵としての練度が低下する弊害も生じた。100年にわたる平和の中で、野戦の訓練も欠くようになった八旗兵はその戦力を大幅に劣化させた。入関以前の満洲八旗は「市民軍」であり、その構成員は平時は農業や遊牧に従事し、戦時には国の為に軍役の義務を負っていたのであった。ところが、清朝は八旗を常備軍に転換し、その給与は扶持米として国庫から支出するようにした。この政策は満洲八旗に富をもたらしたが、それと共に腐敗ももたらした。同時に戦闘能力の低下を促進した。旗人たちは飲酒や博打にうつつを抜かし、劇場や売春宿に入り浸り、しばしば借金を抱える有様で、八旗内では観劇を禁ずる命令が出るほどであった。

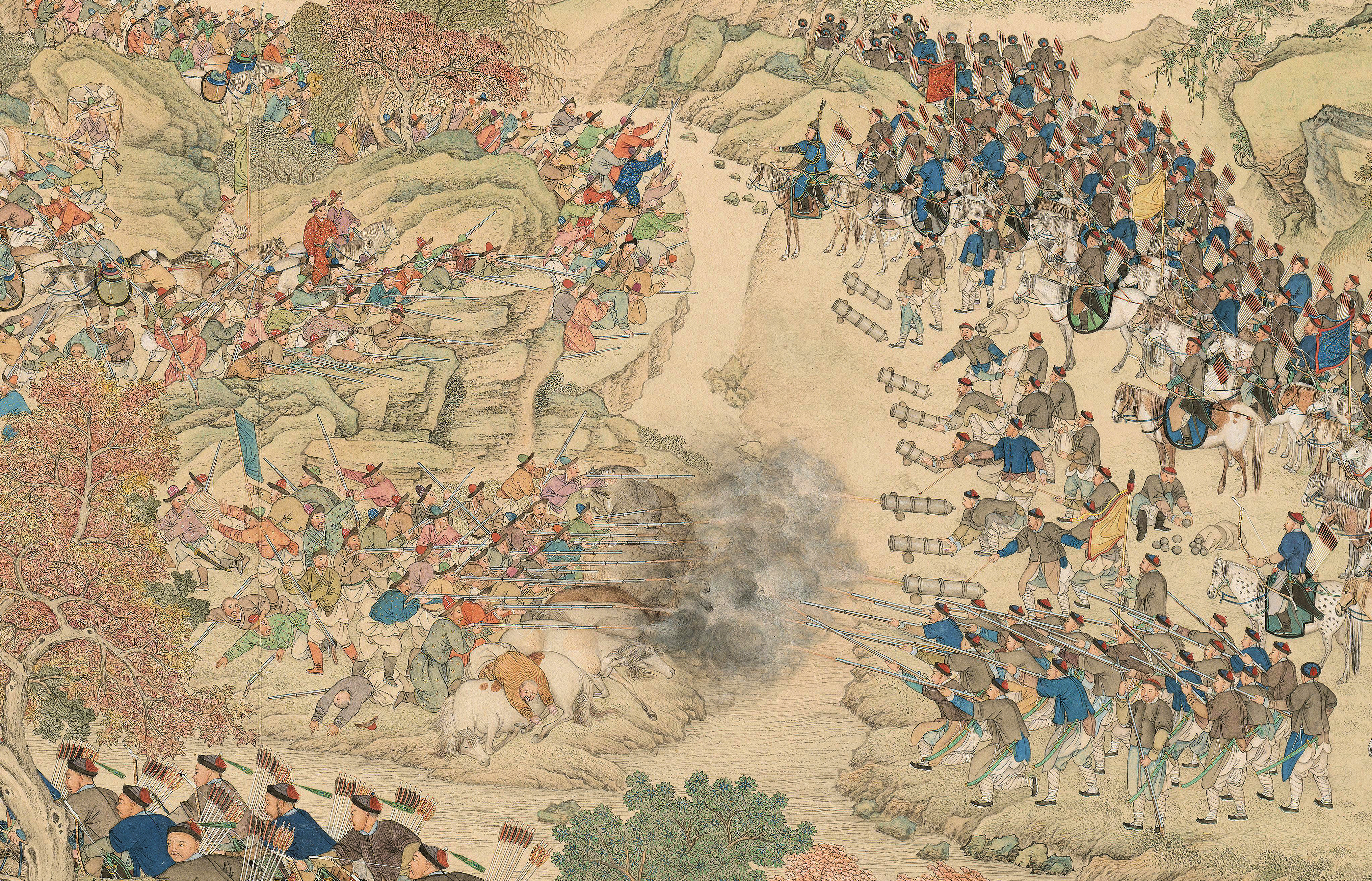
1759年のヤシルクル湖付近での清軍とウイグル族のホジャ達との戦闘

それと同時に、緑営の能力低下も進行していた。平和な時代にあって、兵士の職は単なる副収入源となっていた。兵も指揮官も一様に訓練などはせず、自分たちの経済的利益の追求に没頭していた。腐敗がはびこり、地方部隊の指揮官たちは兵員数を過大に申告して給与や補給物資を水増し請求し、差分を着服するなどしていた。1796年の白蓮教徒の乱の鎮圧の際、緑営の兵たちはまともに銃の射撃もできないことが露呈したとき、地方長官はそれを「敵の妖術」のせいにした。これに激怒した乾隆帝からの返書には、火器も扱えない無能さは、緑営に「広くみられる一般的な病」であり、兵たちは言い訳ばかりだと述べている。
清の皇帝たちは、堕落した軍を様々な方法で立て直そうとした。乾隆帝の時代に清はその最大の版図にまで拡大したのであるが、乾隆帝やその将校たちは頻繁に軍紀の緩みについて書き残している。乾隆帝は、皇帝が参加する木蘭の秋の狩猟（秋獮）を軍事演習の形で復活させた。この大規模演習には禁旅八旗と駐防八旗の両方から選抜された数万の軍勢が参加した。また乾隆帝は尚武の気風を養うため、朝廷の絵師たちに命じて、戦闘での勝利や、大閲兵式、木蘭の秋の狩猟など、軍事を題材にした作品を多数製作させた。

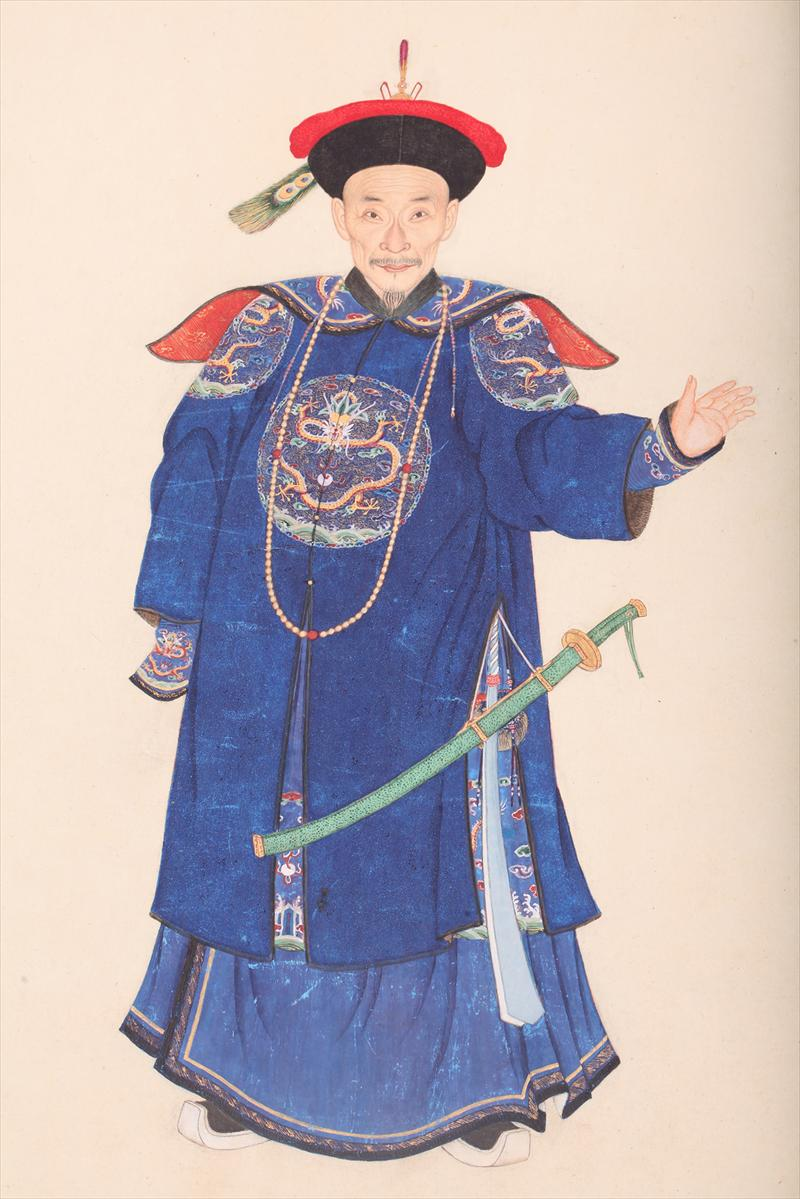
ハイランチャ？～乾隆五十八年（1793）
ソロン（索倫） ドラール（多拉爾 Dolar）氏、満洲鑲黃旗人

18世紀の清軍は欧州諸国の軍と比べると武器の面では優れていなかったかもしれないが、皇帝の指導力の下、時として難しい状況の中で、革新を遂げた部分もあった。例えば第二次金川の役で乾隆帝は天文局長Felix da Rocha（中国名：傅作霖。イエズス会修道士）を前線に派遣して、金山族の住む険しい山中に運び込めなかった重砲の射撃を指揮させた。
また康熙年間からはソロンと呼ばれるエヴェンキ、オロチョン、ダウール等の満洲人以外の北方の狩猟・遊牧民族が満洲八旗に取り込まれ、満洲八旗が失いつつあった勇敢さと戦闘能力により重用された。特にエヴェンキのハイランチャは多くの戦いで少数精鋭部隊を率いて活躍し、その功により武官最高位に領待衛内大臣に任じられている。
1851年に太平天国の乱が勃発すると、八旗と緑営の軍では、国内の反乱を鎮圧することも、外国の侵略を水際で防ぐことも、いずれもできないことを清朝は遅まきながら認識した。

## 勇営の台頭

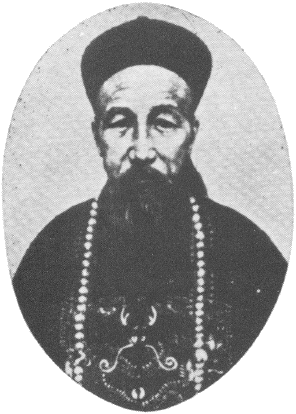
総督曽国藩

太平天国の乱の初期、清軍は立て続けに大敗を喫し、1853年には華南の中心都市南京を奪われた。反乱軍は南京で満州人の守備隊とその家族らを虐殺した上で、そこを太平天国の首都とした。その後まもなく、太平天国の外征軍は北に進軍し天津郊外まで達した。天津は帝都北京から近く、帝国の心臓部と考えられている地域である。追い詰められた清朝は漢人の官僚曽国藩に命じて、反乱鎮圧にあたらせるために、地方（団勇）と郷村（郷勇）の民兵を組織させ、団練と呼ばれる独立軍とした。曽国藩の戦略は、太平天国軍からの直接の脅威を受けている省から、地方の郷紳に依頼して新しい軍事組織を立ち上げることであった。この新しい軍隊は、それが徴募された湖南地方の通称にちなんで湘軍として知られるようになる。湘軍は地方民兵と独立軍の混成部隊であった。湘軍は専門的な訓練を与えられたが、地方財源と指揮官（多くは漢人の郷紳階層）たちの拠出金から給与が支払われていた。湘軍と、それを継承して曽国藩の弟子の李鴻章が創設した淮軍をまとめて勇営と呼んだ。
湘軍を創設して指揮を執るまで、曽国藩に軍事経験は全くなかった。古典的な教養を学んできた文官である彼が描いた湘軍の青写真は、歴史から学んだものであった。明代の将軍戚継光は、16世紀頃に、明の正規軍が弱いため、彼独自の「私兵」を設けて倭寇を撃退することを決断した。戚継光の教義は、軍人は直属の上官に対して忠誠を尽くすとともに、自分たちが育った地域にも忠誠を尽くすという宋明理学の考え方に基づいたものであった。これは、最初の内は軍に優れた士気を与えた。戚継光の軍は、海賊対策という個別問題のための特例的な解決策であった。曽国藩が湘軍を創設したときの最初の意図もそれと同じことで、太平天国の反乱を鎮圧するための特例的なものという考えだった。しかしながら、反乱が続く社会状況の中で、勇営は清軍の常設部隊のようになっていった。そのことは長い目でみると清朝の中央政府にとっては問題を生じることとなる。
第一に、勇営の仕組みは清の軍事組織における満州人優位の原則の終焉につながりうる。八旗と緑営は国費を食いつぶながら寄生して生きながらえていたが、今後は勇営が清朝の事実上の第一線の軍隊となる。第二に、勇営の部隊の財源は地方財源から拠出され、地方の指揮官が指揮していた。この権限移譲は中央の朝廷が全国を掌握する力を弱めることになる。この弱点は、19世紀後半に清帝国の様々な地域で外国勢力が自治権のある植民地の獲得競争をするようになると、更に悪化した。これらの深刻な負の影響がありながらも、この方法が必要だとみなされたのは、反乱軍に占拠されたり脅かされた各省からの税収が、資金不足の中央朝廷に届かなくなっていたためであった。最後に、勇営の指揮構造の性質は、指揮官たちの間で縁故主義と身内びいきを助長した。ここで官位を上昇させた彼らが、清の最終的な滅亡と、20世紀前半の中国における地方軍閥抗争の種をまくことになったのである。
19世紀末頃までに、清帝国は半植民地国家へと急速に転落した。清朝廷内部の最も保守的な集団でさえ、諸外国の「蛮人」に比べて、清軍の弱さを無視することはもはやできなかった。第二次アヘン戦争中の1860年、首都北京の円明園は英仏連合軍25,000人の比較的小規模な部隊によって略奪された。

## 自強運動と軍の近代化
火薬を発明したのは中国であり、中国の戦争では宋王朝の時代から火薬が使われ続けてきたが、ヨーロッパの産業革命の結果、現代的な火器が登場したことにより、中国の伝統的な訓練と装備による陸軍・海軍は陳腐化していった。
1860年の屈辱的な北京占領と円明園略奪の後、曽国藩や李鴻章のような官僚たちや満州人の文祥は西洋の進んだ武器技術を習得し、西洋の軍事組織を模倣しようと努力した。中国兵が現代的な小銃を装備して外国将校が指揮する特別の旅団（一例はフレデリック・タウンゼント・ウォード、後にチャールズ・ゴードンが指揮した常勝軍）は、曽国藩や李鴻章が太平天国の乱を鎮圧するのに活躍した。李鴻章の淮軍も西洋式の小銃を装備して、西洋式の訓練もいくらか取り入れた。その一方、北京では恭親王奕訢と文祥が神機営というエリート部隊を創設した。神機営はロシア製小銃とフランス製大砲を装備して、イギリス人将校が訓練をした。2500人の旗人より成るこの部隊が十倍以上の賊軍を破った時には、良質の装備と良質の訓練を受けた少数精鋭があれば、首都の防衛は十分可能であるという文祥の着想を証明したかにみえた。
軍の改革の主眼は、兵器を改善することに置かれた。現代的な小銃と弾薬を生産するために曽国藩は蘇州に兵器廠を創設した。その後、上海に移転され江南機器製造總局に拡張された。1866年には左宗棠の指導の下で洗練された福州船政局が創設された。これは沿岸防衛のために現代的な軍艦を建造することを目指していた。福州船政局では1867年から1874年までの間に15隻の船を建造した。他の兵器廠は南京、天津（1870年代から1880年代の華北の陸軍に対する主な弾薬供給源となった）、蘭州（北西部で起こったイスラム教徒の大規模反乱を鎮圧する左宗棠を支援するため）、四川、山東に作られた。福州造船廠の顧問を務めたフランスの海軍士官プロスペ・ジケルは、1872年に中国は急速に西欧列強の手強いライバルになりつつあると書いている。
これらの改革と改善のおかげで、清朝は国内の反乱軍に対しては全般的に優勢となった。1864年に太平天国を滅ぼした後、新式装備の軍隊は1868年には捻軍の反乱、1873年には貴州のミャオ族反乱、同じく1873年には雲南のパンゼーの乱、そして1877年には新疆で1862年から続いていた大規模なイスラム教徒反乱を破った。国内の反乱を鎮圧したことに加え、清は外国とも戦って比較的成功した。清軍は1874年の日本による台湾出兵を外交的に解決することに成功し、1881年にはロシア人をイリ川から追い払い、1884年から1885年の清仏戦争では、海戦で多くの失敗を重ねたものの、膠着状態に持ち込んだ。

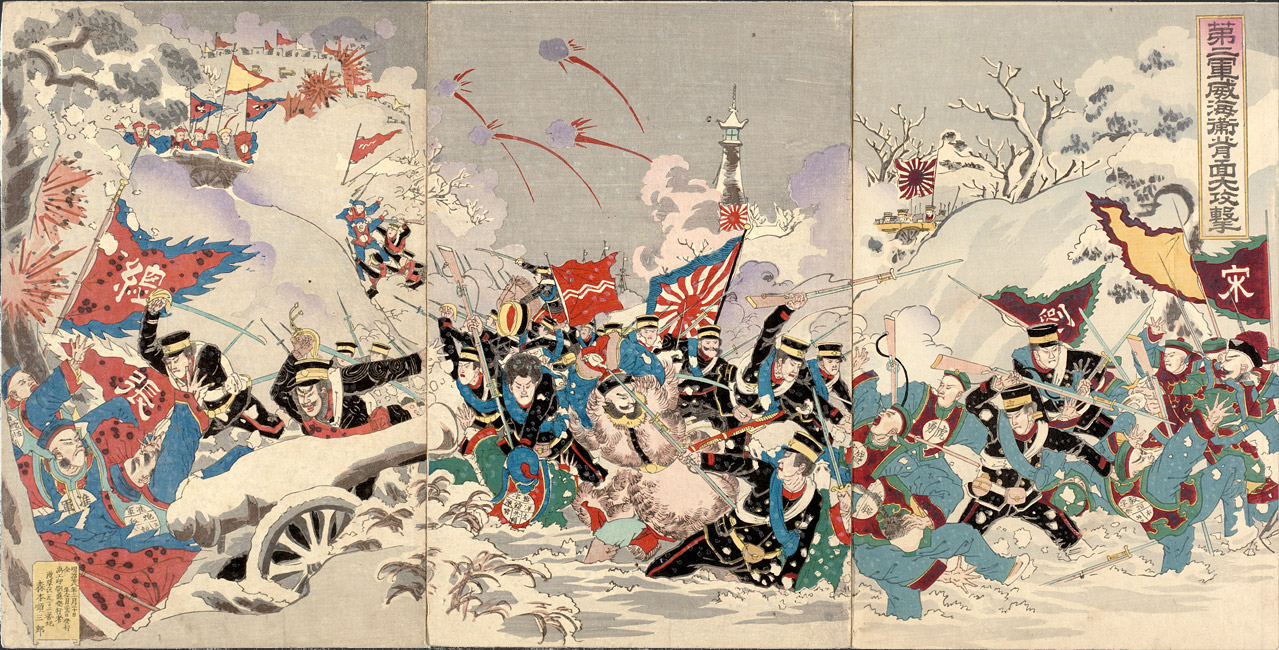
1894-1895年、朝鮮の影響力をめぐって戦われた日清戦争では日本軍が清軍を破った

軍近代化の改革の結果として、実質的に軍事力が向上したが、1894年から1895年の日清戦争において、明治維新後の日本に完敗したことによって、軍事力はまだ不十分であることも露呈した。清国で最強の部隊と名高かった淮軍と北洋艦隊（いずれも李鴻章が指揮）も、日本のよりよく訓練され、よりよく指揮され、機敏な陸海軍には及ばなかった。
日清戦争における驚くべき敗北と、その後の屈辱的な結末をみると、それまでの軍事改革が完全な失敗であったかのようにもみえる。長い間、西洋と中国の学者たちは、軍の近代化を阻んだ要因として、中国人あるいは満州人の自民族中心主義と、華夷秩序的世界観が近代化の要請と相容れない点を挙げてきた。より具体的な要因としては、財源不足（特に1875年以降は新税と関税の財源が他の目的に取られてしまっていた）、西洋的な訓練技術に適合することへの抵抗感、そして文祥や李鴻章といった指導者個人への過度な依存が挙げられる。
自強運動の時期の朝廷による近代化の努力は、多くの歴史家たちによる後智恵の視点でみると、少しずつではあるが、いくつかの永続する成果ももたらしたと言える。清朝末期の近代化の努力は進んでいたが、見かけ上は失敗したようにも見える。その理由は、財源不足や、政治的意思の不足や、伝統を捨てることへの抵抗など、色々と挙げられる。これらは現在でも議論の残る部分である。

## 新軍

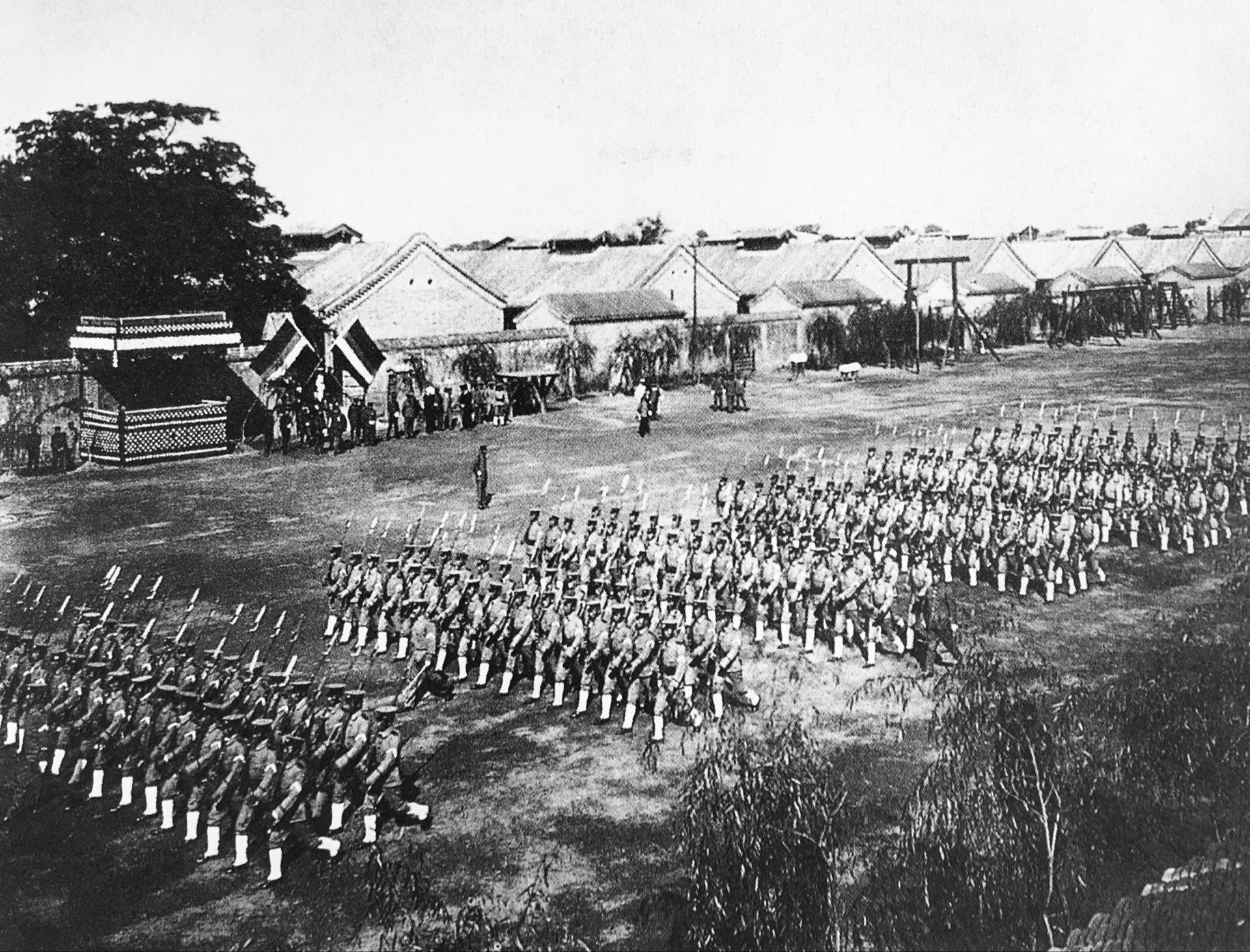
訓練中の北洋軍

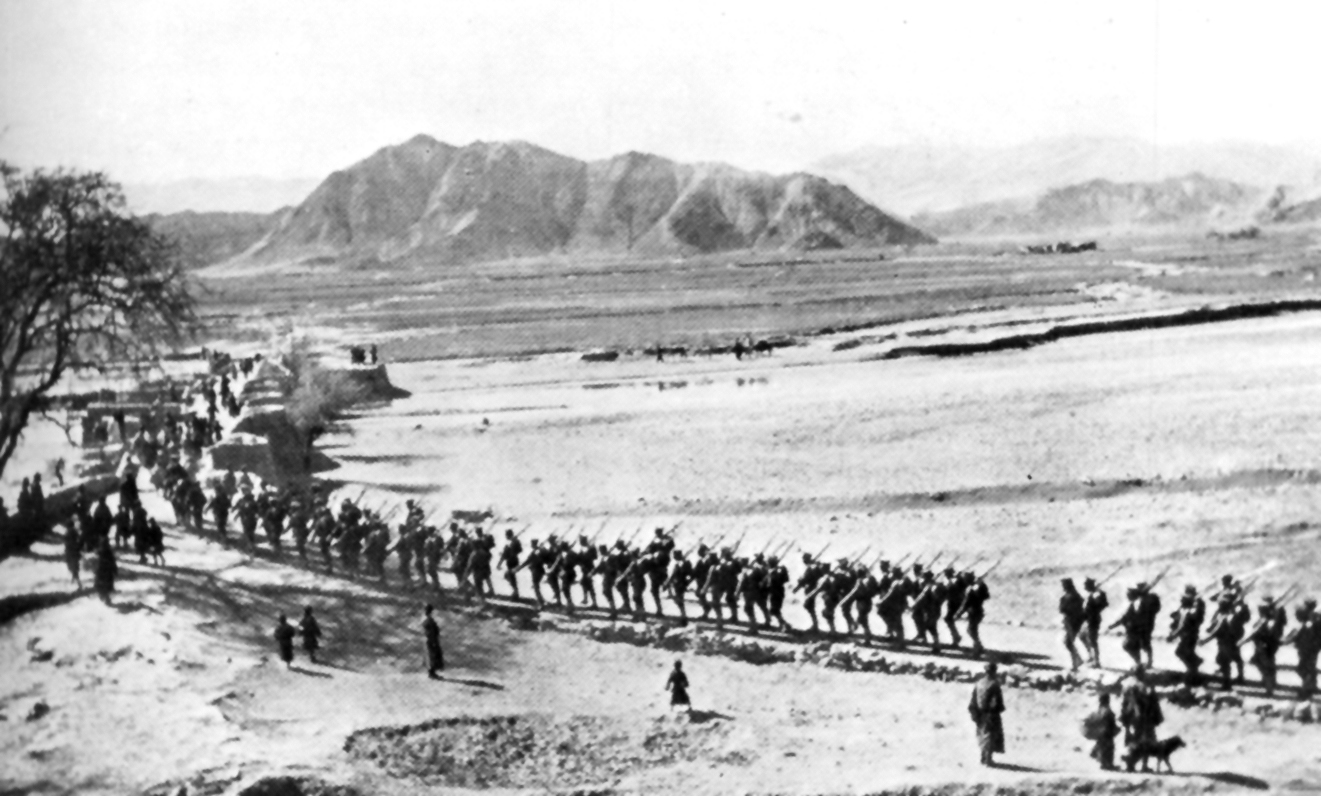
1912年に清朝は崩壊し、四川の新軍はラサを去った

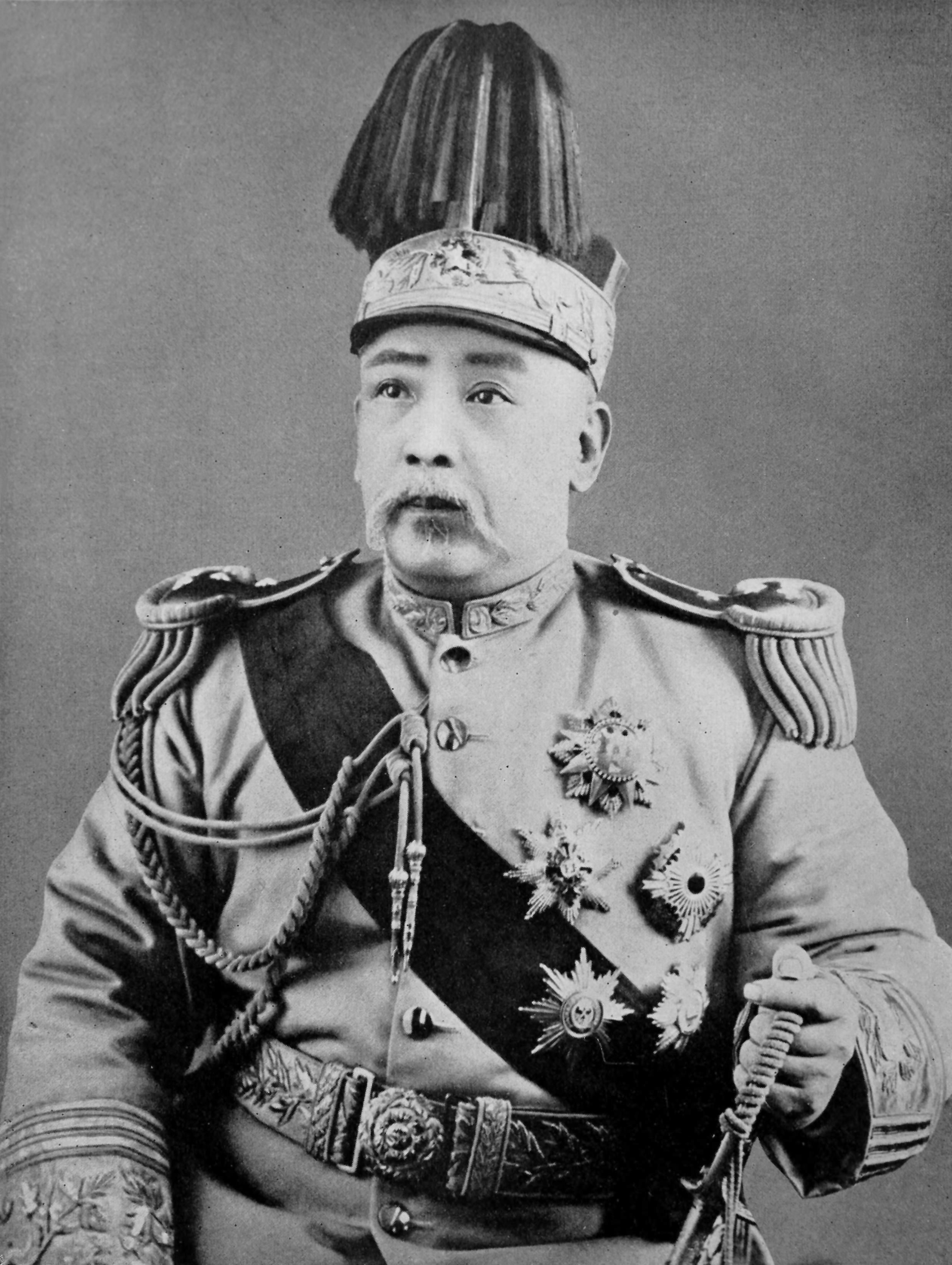
袁世凱

1894年から1895年の日清戦争に破れたことは、清朝の転換点となった。中国からは長い間、日本は倭寇の海賊の成り上がり国家に毛が生えた程度の国とみられてきたが、それが巨大な清国相手に有無を言わさぬ勝利を収め、その過程で清帝国の誇りと成果（当時、アジア最強の海軍とみなされていた近代的な北洋艦隊）をも壊滅させた。そのようにして日本は、それまで西洋国家の独壇場であった植民地主義の列強国に加わった最初のアジア国家となった。
日清戦争の敗戦は、それまで封建制国家であった日本が明治維新を経て西洋国家やその経済的・技術的進歩を模倣するようになってから僅か30年後のことであるという文脈の中で考えると、清朝にとっては乱暴に眠りから起こされたようなものであった。最終的に、1894年12月、清朝は軍事組織の再編、および選抜部隊に西洋式の訓練、戦術、武器による再訓練をする具体的措置をとった。これらの部隊は総称して新軍と呼ばれる。これらの中で最も成功を収めたのが、かつての淮軍の指揮官であった袁世凱将軍による全般的な監督と統制の下にあった北洋軍であった。
1911年、湖北地方の新軍の反乱(武昌起義)が勃発した。袁世凱は朝廷の要請を受け、北洋軍を動かして反乱軍の鎮圧に向かわせた。反乱勢力は中華民国を建国した(辛亥革命)。中華民国は袁世凱と交渉し、清朝廷を降伏させる見返りとして、袁世凱に中華民国大総統の地位を与えた。1912年2月12日、隆裕皇太后は皇帝溥儀の名の下で清皇帝の退位を発表し、これにより清帝国は終焉した。
その後、袁世凱は自ら中華帝国皇帝に即位したが、帝政の復活は支持されず、ほどなく帝政を廃止して、失意のうちに袁世凱は1916年6月に病死した。
その後も存続した中華民国の政府は、北京政府として存続はしたものの、大陸全体をまとめる力を持ちえず、各地方を根拠とする軍閥割拠の時代に突入した。19世紀末に形成された様々な軍とその指導者たちは、20世紀に入っても政治を支配し続けた。軍閥時代には、清末の様々な地方軍に由来する軍閥どうしに加えて、新しい軍国主義者たちも交えて、互いに抗争するようになる。